# 馬永貞
馬永貞（1840年—1879年4月13日）回族，山东省临清直隶州邱县陈村（今河北省邱县陈村回族乡陈村）人。清朝末年拳師。

## 生平
马永贞自幼习武，擅长查拳與弹腿功，还善于驯马、骑马。离开家乡后，靠武艺生活，曾在河南周口、江苏扬州多次和人比武。后到上海卖艺收徒，是最早在上海传授查拳的武师。他在上海还以贩马維生，曾多次赴蒙古、热河、察哈尔贩马。
咸丰十一年（1861年）秋季，在上海跑马厅（1851年建，今人民广场和人民公园）举办的赛马会上，马永贞战胜了前两届赛马冠军洋人史蒂夫。马永贞曾任清朝松江府正营武备教官。
光绪五年三月二十二日（1879年4月13日），马永贞应邀到上海“一洞天”茶楼（原址位于今南京东路金华路）吃茶，遭马贩顾忠溪纠集打手暗算，经朋友送到上海体仁医院抢救无效，当夜死亡。1927年电影《山东马永贞》、1988年电影《马素贞复仇记》及一些台湾电影，还有马永贞的胞妹马素贞得知后，只身到上海手刃杀兄仇人而回的情节。

## 相关文艺作品
- 注意，与马永贞相关的影视作品设定的年代背景大都是1920、30年代的上海滩，而非晚清年间。

### 電影
- 山东马永贞，1927年中国明星影片股份有限公司制作的无声电影，由张石川執導，张慧冲、王吉亭、赵静霞主演。
- 山东马永贞，1962年香港电影，由贺宾執導，胡金涛、胡鸿燕、萧芳芳、贺宾主演。
- 馬永貞，1972年香港邵氏公司電影，由張徹、鮑學禮聯合執導，陳觀泰、姜大衛、姜南、井莉主演。
- 霸王拳，1972年台湾電影，由丁善玺執導，王羽、陈莎莉、田野主演。
- 馬永貞，1997年香港邵氏公司電影，由元奎執導並擔任武指及客串，金城武、元彪、宣萱、周嘉玲主演。
- 惡戰 （页面存档备份，存于），2014年陆港两地联合制作的電影，由黃精甫執導，王晶編劇，伍允龙、安志杰、洪金宝领衔主演，胡然、毛俊杰、温超、蒋璐霞、陈观泰、袁祥仁、冯克安主演。
- 马永贞决战上海滩，2019年中国大陆优酷网络电影，由喻亢执导，刘屹宸、邬靖靖、许诗晨领衔主演，杨乾龙、马靓、李斌、梁傲、张国庆、史洪波、阿豹主演。
- 马永贞之闸北决，2020年中国大陆电影，由徐俊执导，徐少强、白那日苏、徐小琴、刘亦彤领衔主演，倪学增、刘光、朱瑞祥、李驰驰、高博睿、朱翔主演。

### 電視劇
- 近代豪俠傳，1976年香港無線電視電視劇，由黃元申主演。
- 馬永貞 (1981年電視劇)，1981年香港麗的電視電視劇，由白彪、伍衛國、黎漢持主演。
- 馬永貞 (1998年電視劇)，1998年两岸三地联合製作的電視劇，分為《爭霸上海灘》及《英雄血》兩部，由何家勁、李婉華、范冰冰主演。
- 馬永貞 (2012年電視劇)，2012年中國大陸電視劇，由陳國坤、王紫瑄、周牧茵、樊少皇主演。

### 戏曲
- 锡剧《山东马永贞》，1930年代在上海上演。